# Dendrobium brevibulbum
Dendrobium brevibulbum är en orkidéart som beskrevs av Johannes Jacobus Smith. Dendrobium brevibulbum ingår i släktet Dendrobium, och familjen orkidéer. Inga underarter finns listade i Catalogue of Life.